# 雙料冠軍
雙冠王（英語：The Double）在足球術語表示球隊在同一賽季內同時勝出本土頂級足球聯賽及本土頂級盃賽冠軍，但由於部分國家沒有設立本土頂級盃賽，雙冠王一詞可能不適用。

## 亞洲
以下亞洲國家因為沒有舉辦本土盃賽而無法產生雙料冠軍：
- 阿富汗，不丹，東帝汶

### 澳洲
由1977年至1997年，在澳洲一季內贏得國家足球聯賽冠軍及NSL盃冠軍才稱為雙料冠軍。由於NSL盃在1997年開始停辦，因此澳洲無法產生雙料冠軍，直至2004年創辦澳洲職業足球聯賽，其後雙料冠軍被界定為一季內贏得澳洲職業足球聯賽常規賽及季後賽冠軍。在2014–15年賽季開始，本土盃賽澳洲足總盃創辦。
以下為澳洲歷屆的雙冠王名單：
- 1977–2004（國家聯賽及NSL盃）
  - 阿得雷德城（1991–92年，第一次）
  - 墨爾本騎士（1994–95年，第一次）
- 2005–現今（澳職聯常規賽及季後賽）
  - 墨爾本勝利（2006–07年，第一次）
  - 墨爾本勝利（2008–09年，第二次）
  - 悉尼FC（2009–10年，第一次）
  - 布里斯班獅吼（2010–11年，第一次）
  - 布里斯班獅吼（2013–14年，第二次）
  - 墨爾本勝利（2014–15年，第三次）
  - 阿德萊德聯（2015–16年，第一次）
  - 悉尼FC（2016–17年，第二次）
  - 悉尼FC（2019–20年，第三次）
  - 墨爾本城（2020–21年，第一次）
  - 中岸水手（2023–24年，第一次）

### 巴林
在巴林，一季內贏得巴林超級足球聯賽冠軍及巴林國王盃冠軍才稱為雙料冠軍，目前共有三支球隊達成：
| 球會         | 次數 | 賽季 |
| ------------ | ---- | --- |
| 慕哈瑞克     | 15次 | 1957–58, 1960–61, 1961–62, 1962–63, 1963–64, 1965–66, 1966–67, 1973–74, 1982–83, 1983–84, 1994–95, 2002, 2007–08, 2008–09, 2010–11 |
| 阿爾列法     | 3次  | 1997–98, 2018–19, 2020–21 |
| 麥納瑪艾阿里 | 1次  | 1976–77 |

### 孟加拉
在孟加拉，一季內贏得頂級聯賽（包括達卡甲級聯賽 / 達卡超級聯賽 / 孟加拉超級聯賽）冠軍及孟加拉總統盃冠軍才稱為雙料冠軍，目前共有三支球隊達成：
| 球會           | 次數 | 賽季       |
| -------------- | ---- | ---------- |
| 達卡阿巴罕尼   | 2次  | 2000, 2010 |
| 莫哈末丹體育會 | 1次  | 2002       |
| 自由議會體育會 | 1次  | 2003       |

### 汶萊
在汶萊，一季內贏得汶萊足球超級聯賽冠軍及汶萊足總盃冠軍才稱為雙料冠軍，目前共有兩支球隊達成。
- 汶萊DPMM（2004年，第一次）
- 皇家武裝部隊（英语：Royal Brunei Armed Forces Sports Council）（2015年，第一次）
- 皇家武裝部隊（英语：Royal Brunei Armed Forces Sports Council）（2016年，第二次）

### 柬埔寨
在柬埔寨，一季內贏得柬埔寨足球联赛冠軍及洪森盃冠軍才稱為雙料冠軍，目前共有兩支球隊達成。
- 金邊皇冠（2008年，第一次）
- 柴楨（2023–24年，第一次）

### 中國
在中國，一季內贏得頂級聯賽冠軍及中國足協盃冠軍才稱為雙料冠軍，目前共有四支球隊達成：
| 球會     | 次數 | 賽季             |
| -------- | ---- | ---------------- |
| 山東魯能 | 3次  | 1999，2006，2021 |
| 廣州恆大 | 2次  | 2012，2016       |
| 大連實德 | 2次  | 2001，2005       |
| 上海海港 | 1次  | 2024             |

### 中華台北
在中華台北，一季內贏得頂級聯賽冠軍及中華台北足協盃冠軍才稱為雙料冠軍，目前共有兩支球隊達成：
| 球會       | 次數 | 賽季       |
| ---------- | ---- | ---------- |
| 台電足球隊 | 2次  | 1997，2002 |
| 大同足球隊 | 1次  | 2005       |

### 香港
在香港，一季內贏得頂級聯賽冠軍及香港高級組銀牌冠軍才稱為雙料冠軍，目前共有九支球隊達成：
| 球會       | 次數 | 賽季 |
| ---------- | ---- | --- |
| 南華       | 22次 | 1930–31, 1932–33, 1934–35, 1935–36, 1937–38, 1938–39, 1940–41, 1948–49, 1954–55, 1956–57, 1957–58, 1958–59, 1960–61, 1961–62, 1971–72, 1985–86, 1987–88, 1990–91, 1996–97, 1999–00, 2006–07, 2009–10 |
| 精工       | 5次  | 1972–73, 1978–79, 1979–80, 1980–81, 1984–85 |
| 東方       | 4次  | 1955–56, 1992–93, 1993–94, 2015-16 |
| 傑志       | 2次  | 1949–50, 1963–64 |
| 威爾殊陸軍 | 1次  | 1933–34 |
| 九龍會     | 1次  | 1925–26 |
| 星島       | 1次  | 1946–47 |
| 流浪       | 1次  | 1970–71 |
| 晨曦       | 1次  | 2004–05 |

### 印度
在印度，一季內贏得印度足球甲级联赛冠軍及杜蘭德盃冠軍才稱為雙料冠軍，目前共有三支球隊達成：
| 球會       | 次數 | 賽季 |
| ---------- | ---- | ---- |
| 薩爾高卡   | 1次  | 1999 |
| 莫亨巴根   | 1次  | 2000 |
| 丘吉尔兄弟 | 1次  | 2009 |

### 印尼
在印尼，一季內贏得印尼超級聯賽冠軍及印尼盃冠軍才稱為雙料冠軍，目前共有一支球隊達成：
| 球會       | 次數 | 賽季     |
| ---------- | ---- | -------- |
| 斯里維加亞 | 1次  | 2007－08 |

### 伊朗
在伊朗，一季內贏得伊朗職業足球聯賽冠軍及哈茲菲盃冠軍才稱為雙料冠軍，目前共有兩支球隊達成：
| 球會       | 次數 | 賽季     |
| ---------- | ---- | -------- |
| 塞帕       | 1次  | 1993－94 |
| 柏斯波利斯 | 1次  | 1998－99 |

## 歐洲
| 在英格蘭足球競賽雙料冠軍需要同時勝出超級聯賽（或以前的甲組聯賽）及足總盃冠軍。最近一支雙料冠軍是2023年的曼城。 以下為英格蘭歷屆的雙料冠軍名單： - 普雷斯頓（1889年） - 阿士東維拉（1897年） - 托特纳姆热刺（1961年） - 阿森纳（1971年） - 利物浦（1986年） - 曼联（1994年） - 曼联（1996年） - 阿森纳（1998年） - 曼联（1999年，連同歐聯冠軍成三冠王） - 阿森纳（2002年） - 切尔西（2010年） - 曼城（2019年，連同聯賽盃冠軍成本土三冠王） - 曼城（2023年，連同歐聯冠軍成三冠王） 歷年來只有八支球隊成為雙料冠軍，阿森纳與曼聯同奪三屆雙料冠軍。阿森纳是唯一在不同的十年時段（70年代、90年代及2000年代）奪得雙料冠軍，而曼聯在90年代三奪雙料冠軍亦可反映當時其壟斷性優勢。 在德國足球競賽雙料冠軍需要同時勝出德國甲組足球聯賽及德國盃冠軍。德國盃於在1934/35 年賽季首次舉行，當時名為Tschammerpokal，1944年至1952年因第二次世界大戰而停辦，1953年正式復辦，不過德國甲組足球聯賽在1963年才成立。如果計算入德甲前身的德國錦標賽，只有1937年的史浩克04是德國唯一一支戰前雙冠王。最近一支雙料冠軍是2024年的拜耳04勒沃库森。 以下為德國歷屆的雙料冠軍名單： - 拜仁慕尼黑（1969年） - 科隆（1978年） - 拜仁慕尼黑（1986年） - 拜仁慕尼黑（2000年） - 拜仁慕尼黑（2003年） - 雲達不萊梅（2004年） - 拜仁慕尼黑（2005年） - 拜仁慕尼黑（2006年） - 拜仁慕尼黑（2008年） - 拜仁慕尼黑（2010年） - 多蒙特（2012年） - 拜仁慕尼黑（2013年，連同歐聯冠軍成三冠王） - 拜仁慕尼黑（2014年） - 拜仁慕尼黑（2016年） - 拜仁慕尼黑（2019年） - 拜仁慕尼黑（2020年，連同德国超级杯、歐聯、欧洲超级杯、世俱杯冠軍成六冠王） - 共有四間球會曾經成為雙料冠軍，拜仁慕尼黑以13次雙料冠軍為最多，有趣的是最近二十年已經出現十一支雙料冠軍，而2003年至2006年都有一支雙料冠軍出現。 - 拜耳勒沃库森（2024年） 在意大利足球競賽雙冠王需要同時勝出意大利甲組足球聯賽及意大利盃冠軍。最近一支雙冠王是2018年的祖雲達斯。 以下為意大利歷屆的雙冠王名單： - 拖連奴（1943年） - 祖雲達斯（1960年） - 拿玻里（1987年） - 祖雲達斯（1995年） - 拉素（2000年） - 國際米蘭（2010年，連同歐聯冠軍成三冠王） - 祖雲達斯（2015年） - 祖雲達斯（2016年） - 祖雲達斯（2017年） - 祖雲達斯（2018年） 共有5間球會曾經成為雙冠王，祖雲達斯6次成為雙冠王。 在葡萄牙足球競賽雙冠王需要同時勝出葡萄牙超級足球聯賽及葡萄牙盃冠軍。最近一支雙冠王是2022年的波圖。 以下為葡萄牙歷屆的雙冠王名單： - 士砵亭（1940–41年, 第一次） - 賓菲加（1942–43年, 第一次） - 士砵亭（1947–48年, 第二次） - 士砵亭（1953–54年, 第三次） - 賓菲加（1954–55年, 第二次） - 波圖（1955–56年, 第一次） - 賓菲加（1956–57年, 第三次） - 賓菲加（1963–64年, 第四次） - 賓菲加（1968–69年, 第五次） - 賓菲加（1971–72年, 第六次） - 士砵亭（1973–74年, 第四次） - 賓菲加（1980–81年, 第七次） - 士砵亭（1981–82年, 第五次） - 賓菲加（1982–83年, 第八次） - 賓菲加（1986–87年, 第九次） - 波圖（1987–88年, 第二次） - 波圖（1997–98年, 第三次） - 士砵亭（2001–02年, 第六次） - 波圖（2002–03年, 第四次） - 波圖（2005–06年, 第五次） - 波圖（2008–09年, 第六次） - 波圖（2010–11年, 第七次） - 賓菲加（2013–14年, 第十次） - 賓菲加（2016–17年, 第十一次） - 波圖（2019–20年, 第八次） - 波圖（2021–22年, 第九次） 歷年來只有葡萄牙「三大班霸」波圖、士砵亭及賓菲加成為雙料冠軍，賓菲加以十一次為最多。 | 俄羅斯未成立的前蘇聯時期，成為前蘇聯雙冠冠軍需要同時勝出蘇聯頂級足球聯賽及蘇聯盃冠軍，最後一次蘇聯聯賽是在1991年舉行的。隨着蘇聯解體，俄羅斯重新新組織國內賽事，歐洲足協將俄羅斯超級足球聯賽和俄羅斯盃視為蘇聯頂級足球聯賽和蘇聯盃的相應繼承者。最近一支俄羅斯雙冠王是2020年的辛尼特。 以下為前蘇聯及俄羅斯歷屆的雙冠王名單： - 前蘇聯 - 莫斯科戴拿模（1937年，第一次） - 莫斯科斯巴達（1938年，第一次） - 莫斯科斯巴達（1939年，第二次） - 莫斯科中央陸軍（1948年，第一次） - 莫斯科中央陸軍（1951年，第二次） - 莫斯科斯巴達（1958年，第三次） - 莫斯科魚雷（1960年，第一次） - 莫斯科中央陸軍（1991年，第三次） - 俄羅斯 - 莫斯科斯巴達（1992年，第四次） - 莫斯科斯巴達（1994年，第五次） - 莫斯科斯巴達（1998年，第六次） - 莫斯科中央陸軍（2005年，第四次） - 莫斯科中央陸軍（2006年，第五次） - 莫斯科中央陸軍（2012–13年，第六次） - 辛尼特（2020年，第一次） - 辛尼特（2019–20年，第二次） 歷年來只有5支球隊成為雙料冠軍。 在蘇格蘭足球競賽雙冠王需要同時勝出蘇格蘭超級足球聯賽及蘇格蘭盃冠軍。最近一支雙冠王是2023年的些路迪。 以下為蘇格蘭歷屆的雙冠王名單： - 些路迪（1906–07年） - 些路迪（1907–08年） - 些路迪（1913–14年） - 格拉斯哥流浪（1927–28年） - 格拉斯哥流浪（1929–30年） - 格拉斯哥流浪（1933–34年） - 格拉斯哥流浪（1934–35年） - 格拉斯哥流浪（1948–49年） - 格拉斯哥流浪（1949–50年） - 格拉斯哥流浪（1952–53年） - 些路迪（1953–54年） - 格拉斯哥流浪（1962–63年） - 格拉斯哥流浪（1963–64年） - 些路迪（1966–67年，連同歐聯冠軍成三冠王） - 些路迪（1968–69年） - 些路迪（1970–71年） - 些路迪（1971–72年） - 些路迪（1973–74年） - 格拉斯哥流浪（1975–76年） - 些路迪（1976–77年） - 格拉斯哥流浪（1977–78年） - 鴨巴甸（1983–84年） - 些路迪（1987–88年） - 格拉斯哥流浪（1991–92年） - 格拉斯哥流浪（1992–93年） - 格拉斯哥流浪（1995–96年） - 格拉斯哥流浪（1998–99年） - 格拉斯哥流浪（1999–2000年） - 些路迪（2000–01年） - 格拉斯哥流浪（2002–03年） - 些路迪（2003–04年） - 些路迪（2006–07年） - 格拉斯哥流浪（2008–09年） - 些路迪（2012–13年） - 些路迪（2016–17年） - 些路迪（2017–18年） - 些路迪（2018–19年） - 些路迪（2019–20年） - 些路迪（2022–23年） 歷年來只有些路迪，格拉斯哥流浪及鴨巴甸曾經成為雙料冠軍，些路迪以20次雙料冠軍為最多。 在西班牙成為雙料冠軍需要同時勝出西班牙甲組足球聯賽及西班牙國王盃冠軍。最近一支雙冠王是2025年的巴塞隆拿。 以下為西班牙歷屆的雙冠王名單： - 畢爾包（1930年） - 畢爾包（1931年） - 畢爾包（1943年） - 巴塞隆拿（1952年） - 巴塞隆拿（1953年） - 畢爾包（1956年） - 巴塞隆拿（1959年） - 皇家馬德里（1962年） - 皇家馬德里（1975年） - 皇家馬德里（1980年） - 畢爾包（1984年） - 皇家馬德里（1989年） - 馬德里體育會（1996年） - 巴塞隆拿（1998年） - 巴塞隆拿（2009年，連同西班牙超级杯、歐聯、欧洲超级杯、世俱杯冠軍成六冠王） - 巴塞隆拿（2015年，連同歐聯冠軍成三冠王） - 巴塞隆拿（2016年） - 巴塞隆拿（2018年） - 巴塞隆拿（2025年） - 共有四間球會曾經成為雙冠王，巴塞隆拿奪九屆雙冠王。 在土耳其成為雙料冠軍需要同時勝出土耳其超級足球聯賽及土耳其盃冠軍。最近一支雙冠王是2021年的比錫達斯。 以下為土耳其歷屆的雙料冠軍名單： - 加拉塔沙雷（1962–63年） - 費倫巴治（1967–68年） - 加拉塔沙雷（1972–73年） - 費倫巴治（1973–74年） - 特拉布宗（1976–77年） - 費倫巴治（1982–83年） - 特拉布宗（1983–84年） - 比錫達斯（1989–90年） - 加拉塔沙雷（1992–93年） - 加拉塔沙雷（1998–99年） - 加拉塔沙雷（1999–2000年） - 比錫達斯（2008–09年） - 加拉塔沙雷（2014–15年） - 加拉塔沙雷（2018–19年） - 比錫達斯（2020–21年） |

## 世界各地雙料冠軍排名
| 球會           | 國家或地区     | 雙料冠軍次數 | 上一次雙料 |
| -------------- | -------------- | ------------ | ---------- |
| 連菲特         | 北爱尔兰       | 25           | 2020–21    |
|                | 香港           | 22           | 2009–10    |
| 些路迪         | 苏格兰         | 21           | 2023–24    |
|                | 苏格兰         | 18           | 2008–09    |
|                | 希腊           | 18           | 2019–20    |
| 林肯紅魔鬼     | 直布罗陀       | 18           | 2023–24    |
| 慕哈瑞克       | 巴林           | 15           | 2010–11    |
|                | 埃及           | 15           | 2019–20    |
| 貝爾格萊德紅星 | 塞爾維亞       | 15           | 2024–25    |
| 索菲亞列夫斯基 | 保加利亚       | 13           | 2006–07    |
| 拜仁慕尼黑     | 德国           | 13           | 2019–20    |
| HB拖錫雲       | 法罗群岛       | 13           | 2020       |
| 基輔戴拿模     | 乌克兰         | 13           | 2020–21    |
| 薩格勒布戴拿模 |                | 13           | 2023–24    |
| 祖利巴         |                | 12           | 2021–22    |
| 中央體育會     | 法屬玻里尼西亞 | 11           | 1983       |
| 索菲亞中央陸軍 | 保加利亚       | 11           | 1996–97    |
| 賓菲加         | 葡萄牙         | 11           | 2016–17    |
| 艾爾梅里克     | 苏丹           | 11           | 2018       |
| 阿爾費薩里     | 约旦           | 11           | 2018-19    |
| 安薩爾         | 黎巴嫩         | 11           | 2020-21    |
| 奧地利維也納   | 奥地利         | 10           | 2005–06    |
| 第比利斯戴拿模 |                | 10           | 2015–16    |
| 洛辛堡         | 挪威           | 10           | 2018       |
| 布加勒斯特星隊 | 羅馬尼亞       | 9            | 2014–15    |
| 阿積士         | 荷蘭           | 9            | 2020–21    |
| 波圖           | 葡萄牙         | 9            | 2021–22    |
| 薩爾斯堡紅牛   | 奥地利         | 9            | 2021–22    |
| 草蜢           | 瑞士           | 8            | 1989–90    |
| 祖尼斯         | 盧森堡         | 8            | 1998–99    |
| 艾祖拉         | 伊拉克         | 8            | 1999–2000  |
| 哈林聯         | 多米尼克       | 8            | 2004       |
| 米莫薩         |                | 8            | 2005       |
| 瓦加杜古之星   | 布吉納法索     | 8            | 2008       |
| 巴塞隆拿       | 西班牙         | 8            | 2017–18    |
| 彭拿典奈高斯   | 希腊           | 8            | 2009–10    |
| 特拉維夫馬卡比 | 以色列         | 8            | 2014–15    |
| 馬里體育會     |                | 8            | 2014–15    |
| 薩克達         | 乌克兰         | 8            | 2018–19    |
| F91杜迪蘭治    | 盧森堡         | 8            | 2018–19    |
| 柏克塔哥       |                | 8            | 2000       |
| 施洛雲         | 斯洛伐克       | 8            | 2020–21    |
|                | 匈牙利         | 8            | 2021–22    |
| 舒列夫         | 摩尔多瓦       | 8            | 2021–22    |

## 外部連結
- 世界各地雙料及三料冠軍列表 （页面存档备份，存于）